# Raspailia elegans
Raspailia elegans är en svampdjursart som först beskrevs av Lendenfeld 1887.  Raspailia elegans ingår i släktet Raspailia och familjen Raspailiidae. Inga underarter finns listade i Catalogue of Life.